# ATP World Tour 2013
ATP World Tour 2013 představoval nejvyšší úroveň mužského profesionálního tenisu v roce 2013. Sezóna trvající od ledna do listopadu zahrnovala turnaje, až na výjimky, organizované Asociací profesionálních tenistů (ATP).
Okruh zahrnoval čtyři turnaje Grand Slamu – organizované Mezinárodní tenisovou federací (ITF), devět události kategorií ATP World Tour Masters 1000, jedenáct ATP World Tour 500, čtyřicet ATP World Tour 250 a závěrečný Turnaj mistrů. Vedle toho byly součástí kalendáře týmové soutěže pořádané ITF – Davisův pohár a Hopmanův pohár, z něhož si hráči nepřipsali do žebříčku žádné body.
Sezóně dominoval Rafael Nadal ze Španělska, který rok zakončil potřetí v kariéře na čele světové klasifikace s 13 030 body, vyhrál nejvíce turnajů (10), probojoval se do největšího počtu finále (14), a na odměnách si připsal nejvyšší částku 12 070 935 dolarů.

## Chronologický přehled turnajů
Legenda
Tabulky měsíců uvádí vítěze a finalisty dvouhry i čtyřhry a dále pak semifinalisty a čtvrtfinalisty dvouhry. Zápis –D/–Q/–Č/–X uvádí počet hráčů dvouhry/hráčů kvalifikace dvouhry/párů čtyřhry/párů mixu. (ZS) – základní skupina.
| Grand Slam                  |
| ATP World Tour Finals       |
| ATP World Tour Masters 1000 |
| ATP World Tour 500          |
| ATP World Tour 250          |
| Týmové soutěže              |

### Leden
| Týden od            | Turnaj | Vítězové | Finalisté                                                                       | Semifinalisté                      | Čtvrtfinalisté                                                 |
| ------------------- | --- | --- | ------------------------------------------------------------------------------- | ---------------------------------- | -------------------------------------------------------------- |
| 29. prosince        | Hyundai Hopman Cup Perth, Austrálie Týmová soutěž 1 000 000 A$ – tvrdý (h) – 8 týmů (ZS) | Španělsko 2–1                                                                                                  | Srbsko                                                                          | Skupina A Austrálie Itálie Německo | Skupina B Spojené státy Jižní Afrika Francie                   |
| 29. prosince        | Brisbane International Brisbane, Austrálie ATP World Tour 250 494 230 $ – tvrdý – 28D/32Q/16Č | Andy Murray 7–6(7–0), 6–4                                                                                      | Grigor Dimitrov                                                                 | Kei Nišikori Marcos Baghdatis      | Denis Istomin Alexandr Dolgopolov Gilles Simon Jürgen Melzer   |
| 29. prosince        | Brisbane International Brisbane, Austrálie ATP World Tour 250 494 230 $ – tvrdý – 28D/32Q/16Č | Marcelo Melo Tommy Robredo 4–6, 6–1, [10–5]                                                                    | Eric Butorac Paul Hanley                                                        | Kei Nišikori Marcos Baghdatis      | Denis Istomin Alexandr Dolgopolov Gilles Simon Jürgen Melzer   |
| 29. prosince        | Aircel Chennai Open Čennaí, Indie ATP World Tour 250 442 750 $ – tvrdý – 28D/32Q/16Č | Janko Tipsarević 3–6, 6–1, 6–3                                                                                 | Roberto Bautista-Agut                                                           | Benoît Paire Aljaž Bedene          | Tomáš Berdych Marin Čilić Stanislas Wawrinka Go Soeda          |
| 29. prosince        | Aircel Chennai Open Čennaí, Indie ATP World Tour 250 442 750 $ – tvrdý – 28D/32Q/16Č | Benoît Paire Stanislas Wawrinka 6–2, 6–1                                                                       | Andre Begemann Martin Emmrich                                                   | Benoît Paire Aljaž Bedene          | Tomáš Berdych Marin Čilić Stanislas Wawrinka Go Soeda          |
| 29. prosince        | Qatar ExxonMobil Open Dauhá, Katar ATP World Tour 250 1 150 720 $ – tvrdý – 32D/32Q/16Č | Richard Gasquet 3–6, 7–6(7–4), 6–3                                                                             | Nikolaj Davyděnko                                                               | David Ferrer Daniel Brands         | Paolo Lorenzi Simone Bolelli Gaël Monfils Lukáš Lacko          |
| 29. prosince        | Qatar ExxonMobil Open Dauhá, Katar ATP World Tour 250 1 150 720 $ – tvrdý – 32D/32Q/16Č | Christopher Kas Philipp Kohlschreiber 7–5, 6–4                                                                 | Julian Knowle Filip Polášek                                                     | David Ferrer Daniel Brands         | Paolo Lorenzi Simone Bolelli Gaël Monfils Lukáš Lacko          |
| 7. ledna            | Apia International Sydney Sydney, Austrálie ATP World Tour 250 494 230 $ – tvrdý – 28D/32Q/16Č | Bernard Tomic 6–3, 6–7(2–7), 6–3                                                                               | Kevin Anderson                                                                  | Julien Benneteau Andreas Seppi     | Ryan Harrison Denis Istomin Marcel Granollers Jarkko Nieminen  |
| 7. ledna            | Apia International Sydney Sydney, Austrálie ATP World Tour 250 494 230 $ – tvrdý – 28D/32Q/16Č | Bob Bryan Mike Bryan 6–4, 6–4                                                                                  | Max Mirnyj Horia Tecău                                                          | Julien Benneteau Andreas Seppi     | Ryan Harrison Denis Istomin Marcel Granollers Jarkko Nieminen  |
| 7. ledna            | Heineken Open Auckland, Nový Zéland ATP World Tour 250 491 000 $ – tvrdý – 28D/32Q/16Č | David Ferrer 7–6(7–5), 6–1                                                                                     | Philipp Kohlschreiber                                                           | Gaël Monfils Sam Querrey           | Lukáš Lacko Tommy Haas Jesse Levine Xavier Malisse             |
| 7. ledna            | Heineken Open Auckland, Nový Zéland ATP World Tour 250 491 000 $ – tvrdý – 28D/32Q/16Č | Colin Fleming Bruno Soares 7–6(7–1), 7-6(7–2)                                                                  | Johan Brunström Frederik Nielsen                                                | Gaël Monfils Sam Querrey           | Lukáš Lacko Tommy Haas Jesse Levine Xavier Malisse             |
| 14. ledna 21. ledna | Australian Open Melbourne, Austrálie Grand Slam A$30 000 000 – tvrdý 128D/128Q/64Č/32X | Novak Djoković 6–7(2–7), 7–6(7–3), 6–3, 6–2                                                                    | Andy Murray                                                                     | David Ferrer Roger Federer         | Tomáš Berdych Nicolás Almagro Jérémy Chardy Jo-Wilfried Tsonga |
| 14. ledna 21. ledna | Australian Open Melbourne, Austrálie Grand Slam A$30 000 000 – tvrdý 128D/128Q/64Č/32X | Bob Bryan Mike Bryan 6–3, 6–4                                                                                  | Robin Haase Igor Sijsling                                                       | David Ferrer Roger Federer         | Tomáš Berdych Nicolás Almagro Jérémy Chardy Jo-Wilfried Tsonga |
| 14. ledna 21. ledna | Australian Open Melbourne, Austrálie Grand Slam A$30 000 000 – tvrdý 128D/128Q/64Č/32X | Jarmila Gajdošová Matthew Ebden 6–3, 7–5                                                                       | Lucie Hradecká František Čermák                                                 | David Ferrer Roger Federer         | Tomáš Berdych Nicolás Almagro Jérémy Chardy Jo-Wilfried Tsonga |
| 28. ledna           | Davis Cup by BNP Paribas, 1. kolo Vancouver, Kanada – tvrdý (h) Turín, Itálie – antuka (h) Charleroi, Belgie – antuka (h) Jacksonville, USA – tvrdý (h) Rouen, Francie - tvrdý (h) Buenos Aires, Argentina - antuka Nur-Sultan, Kazachstán – antuka (h) Ženeva, Švýcarsko – (h) | vítězové Kanada 3–2 Itálie 3–2 Srbsko 3–2 Spojené státy 3–2 Francie 5–0 Argentina 5–0 Kazachstán 3–1 Česko 3–2 | poražení Španělsko Chorvatsko Belgie Brazílie Izrael Německo Rakousko Švýcarsko |                                    |                                                                |

### Únor
| Týden od  | Turnaj | Vítězové                                          | Finalisté                          | Semifinalisté                       | Čtvrtfinalisté                                                      |
| --------- | --- | ------------------------------------------------- | ---------------------------------- | ----------------------------------- | ------------------------------------------------------------------- |
| 4. února  | Open Sud de France Montpellier, Francie ATP World Tour 250 467 800 € – tvrdý (h) – 28D/32Q/16Č                                 | Richard Gasquet 6–2, 6–3                          | Benoît Paire                       | Jarkko Nieminen Michaël Llodra      | Serhij Stachovskyj Julien Benneteau Gilles Simon Jan Hájek          |
| 4. února  | Open Sud de France Montpellier, Francie ATP World Tour 250 467 800 € – tvrdý (h) – 28D/32Q/16Č                                 | Marc Gicquel Michaël Llodra 6–3, 3–6, [11–9]      | Johan Brunström Raven Klaasen      | Jarkko Nieminen Michaël Llodra      | Serhij Stachovskyj Julien Benneteau Gilles Simon Jan Hájek          |
| 4. února  | PBZ Zagreb Indoors Záhřeb, Chorvatsko ATP World Tour 250 467 800 € – tvrdý (h) – 28D/32Q/16Č                                   | Marin Čilić 6–3, 6–1                              | Jürgen Melzer                      | Michail Južnyj Robin Haase          | Blaž Kavčič Ivan Dodig Lukáš Rosol Philipp Petzschner               |
| 4. února  | PBZ Zagreb Indoors Záhřeb, Chorvatsko ATP World Tour 250 467 800 € – tvrdý (h) – 28D/32Q/16Č                                   | Julian Knowle Filip Polášek 6–3, 6–3              | Ivan Dodig Mate Pavić              | Michail Južnyj Robin Haase          | Blaž Kavčič Ivan Dodig Lukáš Rosol Philipp Petzschner               |
| 4. února  | VTR Open Viña del Mar, Chile ATP World Tour 250 467 800 $ – antuka – 28D/32Q/16Č                                               | Horacio Zeballos 6–7(2–7), 7–6(8–6), 6–4          | Rafael Nadal                       | Jérémy Chardy Carlos Berlocq        | Daniel Gimeno Traver Paolo Lorenzi Albert Ramos Guillaume Rufin     |
| 4. února  | VTR Open Viña del Mar, Chile ATP World Tour 250 467 800 $ – antuka – 28D/32Q/16Č                                               | Paolo Lorenzi Potito Starace 6–2, 6–4             | Juan Mónaco Rafael Nadal           | Jérémy Chardy Carlos Berlocq        | Daniel Gimeno Traver Paolo Lorenzi Albert Ramos Guillaume Rufin     |
| 11. února | ABN AMRO World Tennis Tournament Rotterdam, Nizozemsko ATP World Tour 500 1 575 875 € – tvrdý (h) – 32D/32Q/16Č                | Juan Martín del Potro 7–6(7–2), 6–3               | Julien Benneteau                   | Gilles Simon Grigor Dimitrov        | Roger Federer Martin Kližan Marcos Baghdatis Jarkko Nieminen        |
| 11. února | ABN AMRO World Tennis Tournament Rotterdam, Nizozemsko ATP World Tour 500 1 575 875 € – tvrdý (h) – 32D/32Q/16Č                | Robert Lindstedt Nenad Zimonjić 5–7, 6–3, [10–8]  | Thiemo de Bakker Jesse Huta Galung | Gilles Simon Grigor Dimitrov        | Roger Federer Martin Kližan Marcos Baghdatis Jarkko Nieminen        |
| 11. února | SAP Open San José, Spojené státy ATP World Tour 250 623 730$ – tvrdý (h) – 28D/32Q/16Č                                         | Milos Raonic 6–4, 6–3                             | Tommy Haas                         | Sam Querrey John Isner              | Denis Istomin Alejandro Falla Steve Johnson Xavier Malisse          |
| 11. února | SAP Open San José, Spojené státy ATP World Tour 250 623 730$ – tvrdý (h) – 28D/32Q/16Č                                         | Xavier Malisse Frank Moser 6–0, 6–7(5–7), [10–4]  | Lleyton Hewitt Marinko Matosevic   | Sam Querrey John Isner              | Denis Istomin Alejandro Falla Steve Johnson Xavier Malisse          |
| 11. února | Brasil Open São Paulo, Brazílie ATP World Tour 250 519 775 $ – antuka (h) – 28D/32Q/16Č                                        | Rafael Nadal 6–2, 6–3                             | David Nalbandian                   | Martín Alund Simone Bolelli         | Carlos Berlocq Filippo Volandri Albert Montañés Nicolás Almagro     |
| 11. února | Brasil Open São Paulo, Brazílie ATP World Tour 250 519 775 $ – antuka (h) – 28D/32Q/16Č                                        | Alexander Peya Bruno Soares 6–7(5–7), 6–2, [10–7] | František Čermák Michal Mertiňák   | Martín Alund Simone Bolelli         | Carlos Berlocq Filippo Volandri Albert Montañés Nicolás Almagro     |
| 18. února | U.S. National Indoor Tennis Championships Memphis, Spojené státy ATP World Tour 500 1 353 550 $ – tvrdý (h) – 32D/32Q/16Č      | Kei Nišikori 6–2, 6–3                             | Feliciano López                    | Marinko Matosevic Denis Istomin     | Marin Čilić Alexandr Dolgopolov Michael Russell Jack Sock           |
| 18. února | U.S. National Indoor Tennis Championships Memphis, Spojené státy ATP World Tour 500 1 353 550 $ – tvrdý (h) – 32D/32Q/16Č      | Bob Bryan Mike Bryan 6–1, 6–2                     | James Blake Jack Sock              | Marinko Matosevic Denis Istomin     | Marin Čilić Alexandr Dolgopolov Michael Russell Jack Sock           |
| 18. února | Open 13 Marseille, Francie ATP World Tour 250 598 535 € – tvrdý (h) – 28D/32Q/16Č                                              | Jo-Wilfried Tsonga 3–6, 7–6(8–6), 6–4             | Tomáš Berdych                      | Dmitrij Tursunov Gilles Simon       | Jerzy Janowicz Gilles Müller Bernard Tomic Juan Martín del Potro    |
| 18. února | Open 13 Marseille, Francie ATP World Tour 250 598 535 € – tvrdý (h) – 28D/32Q/16Č                                              | Rohan Bopanna Colin Fleming 6–4, 7–6(7–3)         | Ajsám Kúreší Jean-Julien Rojer     | Dmitrij Tursunov Gilles Simon       | Jerzy Janowicz Gilles Müller Bernard Tomic Juan Martín del Potro    |
| 18. února | Copa Claro Buenos Aires, Argentina ATP World Tour 250 570 470 $ – antuka – 32D/32Q/16Č                                         | David Ferrer 6–4, 3–6, 6–1                        | Stanislas Wawrinka                 | Tommy Robredo Nicolás Almagro       | Fabio Fognini Julian Reister Albert Ramos Federico Delbonis         |
| 18. února | Copa Claro Buenos Aires, Argentina ATP World Tour 250 570 470 $ – antuka – 32D/32Q/16Č                                         | Simone Bolelli Fabio Fognini 6–3, 6–2             | Nicholas Monroe Simon Stadler      | Tommy Robredo Nicolás Almagro       | Fabio Fognini Julian Reister Albert Ramos Federico Delbonis         |
| 25. února | Dubai Duty Free Tennis Championships Dubaj, Spojené arabské emiráty ATP World Tour 500 2 413 300 $ – tvrdý – 32D/32Q/16Č       | Novak Djoković 7–5, 6–3                           | Tomáš Berdych                      | Juan Martín del Potro Roger Federer | Andreas Seppi Daniel Brands Dmitrij Tursunov Nikolaj Davyděnko      |
| 25. února | Dubai Duty Free Tennis Championships Dubaj, Spojené arabské emiráty ATP World Tour 500 2 413 300 $ – tvrdý – 32D/32Q/16Č       | Mahesh Bhupathi Michaël Llodra 7–6(8–6), 7–6(8–6) | Robert Lindstedt Nenad Zimonjić    | Juan Martín del Potro Roger Federer | Andreas Seppi Daniel Brands Dmitrij Tursunov Nikolaj Davyděnko      |
| 25. února | Abierto Mexicano Telcel Acapulco, Mexiko ATP World Tour 500 1 353 550 $ – antuka – 32D/32Q/16Č                                 | Rafael Nadal 6–0, 6–2                             | David Ferrer                       | Fabio Fognini Nicolás Almagro       | Paolo Lorenzi Santiago Giraldo Horacio Zeballos Leonardo Mayer      |
| 25. února | Abierto Mexicano Telcel Acapulco, Mexiko ATP World Tour 500 1 353 550 $ – antuka – 32D/32Q/16Č                                 | Łukasz Kubot David Marrero 7–5, 6–2               | Simone Bolelli Fabio Fognini       | Fabio Fognini Nicolás Almagro       | Paolo Lorenzi Santiago Giraldo Horacio Zeballos Leonardo Mayer      |
| 25. února | Delray Beach International Tennis Championships Delray Beach, Spojené státy ATP World Tour 250 519 775 $ – tvrdý – 32D/32Q/16Č | Ernests Gulbis 7–6(7–3), 6–3                      | Édouard Roger-Vasselin             | John Isner Tommy Haas               | Kevin Anderson Ričardas Berankis Daniel Muñoz de la Nava Ivan Dodig |
| 25. února | Delray Beach International Tennis Championships Delray Beach, Spojené státy ATP World Tour 250 519 775 $ – tvrdý – 32D/32Q/16Č | James Blake Jack Sock 6–4, 6–4                    | Max Mirnyj Horia Tecău             | John Isner Tommy Haas               | Kevin Anderson Ričardas Berankis Daniel Muñoz de la Nava Ivan Dodig |

### Březen
| Týden od              | Turnaj | Vítězové                                | Finalisté                            | Semifinalisté                | Čtvrtfinalisté                                              |
| --------------------- | --- | --------------------------------------- | ------------------------------------ | ---------------------------- | ----------------------------------------------------------- |
| 4. března 11. března  | BNP Paribas Open Indian Wells, Spojené státy ATP World Tour Masters 1000 5 244 125 $ – tvrdý – 96D/48Q/32Č | Rafael Nadal 4–6, 6–3, 6–4              | Juan Martín del Potro                | Novak Djoković Tomáš Berdych | Jo-Wilfried Tsonga Andy Murray Kevin Anderson Roger Federer |
| 4. března 11. března  | BNP Paribas Open Indian Wells, Spojené státy ATP World Tour Masters 1000 5 244 125 $ – tvrdý – 96D/48Q/32Č | Bob Bryan Mike Bryan 6–3, 3–6, [10–6]   | Treat Conrad Huey Jerzy Janowicz     | Novak Djoković Tomáš Berdych | Jo-Wilfried Tsonga Andy Murray Kevin Anderson Roger Federer |
| 18. března 25. března | Sony Open Tennis Miami, Spojené státy ATP World Tour Masters 1000 5 244 125 $ – tvrdý – 96D/48Q/32Č        | Andy Murray 2–6, 6–4, 7–6(7–1)          | David Ferrer                         | Tommy Haas Richard Gasquet   | Gilles Simon Jürgen Melzer Tomáš Berdych Marin Čilić        |
| 18. března 25. března | Sony Open Tennis Miami, Spojené státy ATP World Tour Masters 1000 5 244 125 $ – tvrdý – 96D/48Q/32Č        | Ajsám Kúreší Jean-Julien Rojer 6–4, 6–1 | Mariusz Fyrstenberg Marcin Matkowski | Tommy Haas Richard Gasquet   | Gilles Simon Jürgen Melzer Tomáš Berdych Marin Čilić        |

### Duben
| Týden od  | Turnaj | Vítězové                                               | Finalisté                                        | Semifinalisté                      | Čtvrtfinalisté                                                      |
| --------- | --- | ------------------------------------------------------ | ------------------------------------------------ | ---------------------------------- | ------------------------------------------------------------------- |
| 1. dubna  | Davis Cup, čtvrtfinále Vancouver, Kanada – tvrdý (h) Boise, Spojené státy – tvrdý (h) Buenos Aires, Argentina – antuka Nur-Sultan, Kazachstán – antuka (h) | vítězové Kanada 3–1 Srbsko 3–1 Argentina 3–2 Česko 3–1 | poražení Itálie Spojené státy Francie Kazachstán |                                    |                                                                     |
| 8. dubna  | U.S. Men's Clay Court Championships Houston, Spojené státy ATP World Tour 250 519 775 $ – antuka – 28D/32Q/16Č                                             | John Isner 6–3, 7–5                                    | Nicolás Almagro                                  | Rhyne Williams Juan Mónaco         | Paolo Lorenzi Rubén Ramírez Hidalgo Robby Ginepri Ričardas Berankis |
| 8. dubna  | U.S. Men's Clay Court Championships Houston, Spojené státy ATP World Tour 250 519 775 $ – antuka – 28D/32Q/16Č                                             | Jamie Murray John Peers 1–6, 7–6(7–3), [12–10]         | Bob Bryan Mike Bryan                             | Rhyne Williams Juan Mónaco         | Paolo Lorenzi Rubén Ramírez Hidalgo Robby Ginepri Ričardas Berankis |
| 8. dubna  | Grand Prix Hassan II Casablanca, Maroko ATP World Tour 250 467 800 € – antuka – 28D/32Q/16Č                                                                | Tommy Robredo 7–6(8–6), 4–6, 6–3                       | Kevin Anderson                                   | Stanislas Wawrinka Martin Kližan   | Guillermo García-López Benoît Paire Robin Haase Grega Žemlja        |
| 8. dubna  | Grand Prix Hassan II Casablanca, Maroko ATP World Tour 250 467 800 € – antuka – 28D/32Q/16Č                                                                | Julian Knowle Filip Polášek 6–3, 6–2                   | Dustin Brown Christopher Kas                     | Stanislas Wawrinka Martin Kližan   | Guillermo García-López Benoît Paire Robin Haase Grega Žemlja        |
| 15. dubna | Monte-Carlo Rolex Masters Monte Carlo, Monako ATP World Tour Masters 1000 2 998 495 € – antuka – 56D/28Q/24Č                                               | Novak Djoković 6–2, 7–6(7–1)                           | Rafael Nadal                                     | Fabio Fognini Jo-Wilfried Tsonga   | Jarkko Nieminen Richard Gasquet Grigor Dimitrov Stanislas Wawrinka  |
| 15. dubna | Monte-Carlo Rolex Masters Monte Carlo, Monako ATP World Tour Masters 1000 2 998 495 € – antuka – 56D/28Q/24Č                                               | Julien Benneteau Nenad Zimonjić 4–6, 7–6(7–4), [14–12] | Bob Bryan Mike Bryan                             | Fabio Fognini Jo-Wilfried Tsonga   | Jarkko Nieminen Richard Gasquet Grigor Dimitrov Stanislas Wawrinka  |
| 22. dubna | Barcelona Open BancSabadell Barcelona, Španělsko ATP World Tour 500 2 166 875 € – antuka – 48D/28Q/24Č                                                     | Rafael Nadal 6–4, 6–3                                  | Nicolás Almagro                                  | Philipp Kohlschreiber Milos Raonic | Thomaz Bellucci Juan Mónaco Tommy Robredo Albert Ramos              |
| 22. dubna | Barcelona Open BancSabadell Barcelona, Španělsko ATP World Tour 500 2 166 875 € – antuka – 48D/28Q/24Č                                                     | Alexander Peya Bruno Soares 5–7, 7–6(9–7), [10–4]      | Robert Lindstedt Daniel Nestor                   | Philipp Kohlschreiber Milos Raonic | Thomaz Bellucci Juan Mónaco Tommy Robredo Albert Ramos              |
| 22. dubna | BRD Năstase Țiriac Trophy Bukurešť, Rumunsko ATP World Tour 250 467 800 € – antuka – 28D/32Q/16Č                                                           | Lukáš Rosol 6–3, 6–2                                   | Guillermo García-López                           | Florian Mayer Gilles Simon         | Janko Tipsarević Victor Hănescu Viktor Troicki Daniel Brands        |
| 22. dubna | BRD Năstase Țiriac Trophy Bukurešť, Rumunsko ATP World Tour 250 467 800 € – antuka – 28D/32Q/16Č                                                           | Max Mirnyj Horia Tecău 4–6, 6–4, [10–6]                | Lukáš Dlouhý Oliver Marach                       | Florian Mayer Gilles Simon         | Janko Tipsarević Victor Hănescu Viktor Troicki Daniel Brands        |
| 29. dubna | BMW Open Mnichov, Německo ATP World Tour 250 467 800 € – antuka – 28D/32Q/16Č                                                                              | Tommy Haas 6–3, 7–6(7–3)                               | Philipp Kohlschreiber                            | Daniel Brands Ivan Dodig           | Janko Tipsarević Viktor Troicki Florian Mayer Alexandr Dolgopolov   |
| 29. dubna | BMW Open Mnichov, Německo ATP World Tour 250 467 800 € – antuka – 28D/32Q/16Č                                                                              | Jarkko Nieminen Dmitrij Tursunov 6–1, 6–4              | Marcos Baghdatis Eric Butorac                    | Daniel Brands Ivan Dodig           | Janko Tipsarević Viktor Troicki Florian Mayer Alexandr Dolgopolov   |
| 29. dubna | Portugal Open Oeiras, Portugalsko ATP World Tour 250 467 800 € – antuka – 28D/32Q/16Č                                                                      | Stanislas Wawrinka 6–1, 6–4                            | David Ferrer                                     | Andreas Seppi Pablo Carreño-Busta  | Victor Hănescu Tommy Robredo Fabio Fognini Gastão Elias             |
| 29. dubna | Portugal Open Oeiras, Portugalsko ATP World Tour 250 467 800 € – antuka – 28D/32Q/16Č                                                                      | Santiago González Scott Lipsky 6–3, 4–6, [10–7]        | Ajsám Kúreší Jean-Julien Rojer                   | Andreas Seppi Pablo Carreño-Busta  | Victor Hănescu Tommy Robredo Fabio Fognini Gastão Elias             |

### Květen
| Týden od             | Turnaj                                                                                                 | Vítězové                                         | Finalisté                                | Semifinalisté                        | Čtvrtfinalisté                                               |
| -------------------- | --- | ------------------------------------------------ | ---------------------------------------- | ------------------------------------ | ------------------------------------------------------------ |
| 6. května            | Mutua Madrid Open Madrid, Spain ATP World Tour Masters 1000 4 303 867 € – antuka – 56D/28Q/24Č         | Rafael Nadal 6–2, 6–4                            | Stanislas Wawrinka                       | Tomáš Berdych Pablo Andújar          | Jo-Wilfried Tsonga Andy Murray David Ferrer Kei Nišikori     |
| 6. května            | Mutua Madrid Open Madrid, Spain ATP World Tour Masters 1000 4 303 867 € – antuka – 56D/28Q/24Č         | Bob Bryan Mike Bryan 6–2, 6–3                    | Alexander Peya Bruno Soares              | Tomáš Berdych Pablo Andújar          | Jo-Wilfried Tsonga Andy Murray David Ferrer Kei Nišikori     |
| 13. května           | Internazionali BNL d'Italia Řím, Itálie ATP World Tour Masters 1000 3 204 745 € – antuka – 56D/28Q/24Č | Rafael Nadal 6–1, 6–3                            | Roger Federer                            | Tomáš Berdych Benoît Paire           | Novak Djoković David Ferrer Marcel Granollers Jerzy Janowicz |
| 13. května           | Internazionali BNL d'Italia Řím, Itálie ATP World Tour Masters 1000 3 204 745 € – antuka – 56D/28Q/24Č | Bob Bryan Mike Bryan 6–2, 6–3                    | Mahesh Bhupathi Rohan Bopanna            | Tomáš Berdych Benoît Paire           | Novak Djoković David Ferrer Marcel Granollers Jerzy Janowicz |
| 20. května           | Power Horse Cup Düsseldorf, Německo ATP World Tour 250 467 800 € – antuka – 28D/32Q/16Č                | Juan Mónaco 6–4, 6–3                             | Jarkko Nieminen                          | Guido Pella Igor Sijsling            | Viktor Troicki Tobias Kamke Jan Hájek Tommy Haas             |
| 20. května           | Power Horse Cup Düsseldorf, Německo ATP World Tour 250 467 800 € – antuka – 28D/32Q/16Č                | Andre Begemann Martin Emmrich 7–5, 6–2           | Treat Conrad Huey Dominic Inglot         | Guido Pella Igor Sijsling            | Viktor Troicki Tobias Kamke Jan Hájek Tommy Haas             |
| 20. května           | Open de Nice Côte d’Azur Nice, Francie ATP World Tour 250 467 800 € – antuka – 28D/32Q/16Č             | Albert Montañés 6–0, 7–6(7–3)                    | Gaël Monfils                             | Édouard Roger-Vasselin Pablo Andújar | Paul-Henri Mathieu Sam Querrey Robin Haase Gilles Simon      |
| 20. května           | Open de Nice Côte d’Azur Nice, Francie ATP World Tour 250 467 800 € – antuka – 28D/32Q/16Č             | Johan Brunström Raven Klaasen 6–3, 6–2           | Juan Sebastián Cabal Robert Farah Maksúd | Édouard Roger-Vasselin Pablo Andújar | Paul-Henri Mathieu Sam Querrey Robin Haase Gilles Simon      |
| 27. května 3. června | French Open Paříž, Francie Grand Slam €10 104 000 – antuka 128D/128Q/64Č/32X                           | Rafael Nadal 6–3, 6–2, 6–3                       | David Ferrer                             | Novak Djoković Jo-Wilfried Tsonga    | Tommy Haas Stanislas Wawrinka Tommy Robredo Roger Federer    |
| 27. května 3. června | French Open Paříž, Francie Grand Slam €10 104 000 – antuka 128D/128Q/64Č/32X                           | Bob Bryan Mike Bryan 6–4, 4–6, 7–6(7–4)          | Michaël Llodra Nicolas Mahut             | Novak Djoković Jo-Wilfried Tsonga    | Tommy Haas Stanislas Wawrinka Tommy Robredo Roger Federer    |
| 27. května 3. června | French Open Paříž, Francie Grand Slam €10 104 000 – antuka 128D/128Q/64Č/32X                           | Lucie Hradecká František Čermák 1–6, 6–4, [10–5] | Kristina Mladenovicová Daniel Nestor     | Novak Djoković Jo-Wilfried Tsonga    | Tommy Haas Stanislas Wawrinka Tommy Robredo Roger Federer    |

### Červen
| Týden od               | Turnaj                                                                                                | Vítězové                                           | Finalisté                        | Semifinalisté                         | Čtvrtfinalisté                                                   |
| ---------------------- | --- | -------------------------------------------------- | -------------------------------- | ------------------------------------- | ---------------------------------------------------------------- |
| 10. června             | Gerry Weber Open Halle, Německo ATP World Tour 250 779 665 € – tráva – 28D/32Q/16Č                    | Roger Federer 6–7(5–7), 6–3, 6–4                   | Michail Južnyj                   | Tommy Haas Richard Gasquet            | Mischa Zverev Gaël Monfils Philipp Kohlschreiber Florian Mayer   |
| 10. června             | Gerry Weber Open Halle, Německo ATP World Tour 250 779 665 € – tráva – 28D/32Q/16Č                    | Santiago González Scott Lipsky 6–2, 7–6(7–3)       | Daniele Bracciali Jonatan Erlich | Tommy Haas Richard Gasquet            | Mischa Zverev Gaël Monfils Philipp Kohlschreiber Florian Mayer   |
| 10. června             | AEGON Championships Londýn, Spojené království ATP World Tour 250 779 665 € – tráva – 56D/32Q/24Č     | Andy Murray 5–7, 7–5, 6–3                          | Marin Čilić                      | Jo-Wilfried Tsonga Lleyton Hewitt     | Benjamin Becker Denis Kudla Juan Martín del Potro Tomáš Berdych  |
| 10. června             | AEGON Championships Londýn, Spojené království ATP World Tour 250 779 665 € – tráva – 56D/32Q/24Č     | Bob Bryan Mike Bryan 4–6, 7–5, [10–3]              | Alexander Peya Bruno Soares      | Jo-Wilfried Tsonga Lleyton Hewitt     | Benjamin Becker Denis Kudla Juan Martín del Potro Tomáš Berdych  |
| 17. června             | Topshelf Open 's-Hertogenbosch, Nizozemsko ATP World Tour 250 467 800 € – tráva – 32D/32Q/16Č         | Nicolas Mahut 6–3, 6–4                             | Stanislas Wawrinka               | Xavier Malisse Guillermo García-López | Roberto Bautista Agut Jevgenij Donskoj Jan Hernych Jérémy Chardy |
| 17. června             | Topshelf Open 's-Hertogenbosch, Nizozemsko ATP World Tour 250 467 800 € – tráva – 32D/32Q/16Č         | Max Mirnyj Horia Tecău 6–3, 7–6(7–4)               | Andre Begemann Martin Emmrich    | Xavier Malisse Guillermo García-López | Roberto Bautista Agut Jevgenij Donskoj Jan Hernych Jérémy Chardy |
| 17. června             | AEGON International Eastbourne, Spojené království ATP World Tour 250 519 310 € – tráva – 28D/32Q/16Č | Feliciano López 7–6(7–2), 6–7(5–7), 6–0            | Gilles Simon                     | Ivan Dodig Andreas Seppi              | Fabio Fognini Fernando Verdasco Radek Štěpánek Bernard Tomic     |
| 17. června             | AEGON International Eastbourne, Spojené království ATP World Tour 250 519 310 € – tráva – 28D/32Q/16Č | Alexander Peya Bruno Soares 3–6, 6–3, [10–8]       | Colin Fleming Jonathan Marray    | Ivan Dodig Andreas Seppi              | Fabio Fognini Fernando Verdasco Radek Štěpánek Bernard Tomic     |
| 24. června 1. července | Wimbledon Londýn, Spojené království Grand Slam £10 514 000 – tráva 128D/128Q/64Č/16/Q/48X            | Andy Murray 6–4, 7–5, 6–4                          | Novak Djoković                   | Juan Martín del Potro Jerzy Janowicz  | Tomáš Berdych David Ferrer Łukasz Kubot Fernando Verdasco        |
| 24. června 1. července | Wimbledon Londýn, Spojené království Grand Slam £10 514 000 – tráva 128D/128Q/64Č/16/Q/48X            | Bob Bryan Mike Bryan 3–6, 6–3, 6–4, 6–4            | Ivan Dodig Marcelo Melo          | Juan Martín del Potro Jerzy Janowicz  | Tomáš Berdych David Ferrer Łukasz Kubot Fernando Verdasco        |
| 24. června 1. července | Wimbledon Londýn, Spojené království Grand Slam £10 514 000 – tráva 128D/128Q/64Č/16/Q/48X            | Daniel Nestor Kristina Mladenovicová 5–7, 6–2, 8–6 | Bruno Soares Lisa Raymondová     | Juan Martín del Potro Jerzy Janowicz  | Tomáš Berdych David Ferrer Łukasz Kubot Fernando Verdasco        |

### Červenec
| Týden od     | Turnaj | Vítězové                                                   | Finalisté                            | Semifinalisté                        | Čtvrtfinalisté                                                      |
| ------------ | --- | ---------------------------------------------------------- | ------------------------------------ | ------------------------------------ | ------------------------------------------------------------------- |
| 8. července  | Hall of Fame Tennis Championships Newport, Spojené státy ATP World Tour 250 519 775 $ – tráva – 32D/32Q/16Č         | Nicolas Mahut 5–7, 7–5, 6–3                                | Lleyton Hewitt                       | Michael Russell John Isner           | Michał Przysiężny Igor Sijsling Jan Hernych Ivo Karlović            |
| 8. července  | Hall of Fame Tennis Championships Newport, Spojené státy ATP World Tour 250 519 775 $ – tráva – 32D/32Q/16Č         | Nicolas Mahut Édouard Roger-Vasselin 6–7(4–7), 6–2, [10–5] | Tim Smyczek Rhyne Williams           | Michael Russell John Isner           | Michał Przysiężny Igor Sijsling Jan Hernych Ivo Karlović            |
| 8. července  | MercedesCup Stuttgart, Německo ATP World Tour 250 467 800 € – antuka – 28D/30Q/16Č                                  | Fabio Fognini 5–7, 6–4, 6–4                                | Philipp Kohlschreiber                | Roberto Bautista-Agut Victor Hănescu | Tommy Haas Michael Berrer Benoît Paire Gaël Monfils                 |
| 8. července  | MercedesCup Stuttgart, Německo ATP World Tour 250 467 800 € – antuka – 28D/30Q/16Č                                  | Facundo Bagnis Thomaz Bellucci 2–6, 6–4, [11–9]            | Tomasz Bednarek Mateusz Kowalczyk    | Roberto Bautista-Agut Victor Hănescu | Tommy Haas Michael Berrer Benoît Paire Gaël Monfils                 |
| 8. července  | SkiStar Swedish Open Båstad, Švédsko ATP World Tour 250 491 370 € – antuka – 28D/32Q/16Č                            | Carlos Berlocq 7–5, 6–1                                    | Fernando Verdasco                    | Thiemo de Bakker Grigor Dimitrov     | Tomáš Berdych Albert Ramos Juan Mónaco Nicolás Almagro              |
| 8. července  | SkiStar Swedish Open Båstad, Švédsko ATP World Tour 250 491 370 € – antuka – 28D/32Q/16Č                            | Nicholas Monroe Simon Stadler 6–2, 3–6, [10–3]             | Carlos Berlocq Albert Ramos          | Thiemo de Bakker Grigor Dimitrov     | Tomáš Berdych Albert Ramos Juan Mónaco Nicolás Almagro              |
| 15. července | Bet-At-Home Open German Tennis Championships Hamburk, Německo ATP World Tour 500 1 230 500 € – antuka – 48D/16Q/16Č | Fabio Fognini 4–6, 7–6(10–8), 6–2                          | Federico Delbonis                    | Roger Federer Nicolás Almagro        | Florian Mayer Fernando Verdasco Juan Mónaco Tommy Haas              |
| 15. července | Bet-At-Home Open German Tennis Championships Hamburk, Německo ATP World Tour 500 1 230 500 € – antuka – 48D/16Q/16Č | Mariusz Fyrstenberg Marcin Matkowski 3–6, 6–1, [10–8]      | Alexander Peya Bruno Soares          | Roger Federer Nicolás Almagro        | Florian Mayer Fernando Verdasco Juan Mónaco Tommy Haas              |
| 15. července | Claro Open Colombia Bogotá, Kolumbie ATP World Tour 250 727 685 $ – tvrdý – 28D/32Q/16Č                             | Ivo Karlović 6–3, 7–6(7–4)                                 | Alejandro Falla                      | Vasek Pospisil Kevin Anderson        | Janko Tipsarević Matteo Viola Adrian Mannarino Santiago Giraldo     |
| 15. července | Claro Open Colombia Bogotá, Kolumbie ATP World Tour 250 727 685 $ – tvrdý – 28D/32Q/16Č                             | Purav Raja Divij Sharan 7–6(7–4), 7–6(7–3)                 | Édouard Roger-Vasselin Igor Sijsling | Vasek Pospisil Kevin Anderson        | Janko Tipsarević Matteo Viola Adrian Mannarino Santiago Giraldo     |
| 22. července | Credit Agricole Suisse Open Gstaad Gstaad, Švýcarsko ATP World Tour 250 467 800 € – antuka – 28D/32Q/16Č            | Michail Južnyj 6–3, 6–4                                    | Robin Haase                          | Victor Hănescu Feliciano López       | Daniel Brands Juan Mónaco Marcel Granollers Stanislas Wawrinka      |
| 22. července | Credit Agricole Suisse Open Gstaad Gstaad, Švýcarsko ATP World Tour 250 467 800 € – antuka – 28D/32Q/16Č            | Jamie Murray John Peers 6–3, 6–4                           | Pablo Andújar Guillermo García-López | Victor Hănescu Feliciano López       | Daniel Brands Juan Mónaco Marcel Granollers Stanislas Wawrinka      |
| 22. července | BB&T Atlanta Open Atlanta, Spojené státy ATP World Tour 250 623 730 $ – tvrdý – 28D/32Q/16Č                         | John Isner 6–7(3–7), 7–6(7–2), 7–6(7–2)                    | Kevin Anderson                       | Lleyton Hewitt Ryan Harrison         | James Blake Ivan Dodig Santiago Giraldo Denis Istomin               |
| 22. července | BB&T Atlanta Open Atlanta, Spojené státy ATP World Tour 250 623 730 $ – tvrdý – 28D/32Q/16Č                         | Édouard Roger-Vasselin Igor Sijsling 7–6(8–6), 6–3         | Colin Fleming Jonathan Marray        | Lleyton Hewitt Ryan Harrison         | James Blake Ivan Dodig Santiago Giraldo Denis Istomin               |
| 22. července | ATP Vegeta Croatia Open Umag Umag, Chorvatsko ATP World Tour 250 467 800 € – antuka – 28D/32Q/16Č                   | Tommy Robredo 6–0, 6–3                                     | Fabio Fognini                        | Gaël Monfils Andreas Seppi           | Albert Montañés Martin Kližan Aljaž Bedene Horacio Zeballos         |
| 22. července | ATP Vegeta Croatia Open Umag Umag, Chorvatsko ATP World Tour 250 467 800 € – antuka – 28D/32Q/16Č                   | Martin Kližan David Marrero 6–1, 5–7, [10–7]               | Nicholas Monroe Simon Stadler        | Gaël Monfils Andreas Seppi           | Albert Montañés Martin Kližan Aljaž Bedene Horacio Zeballos         |
| 29. července | Citi Open Washington, Spojené státy ATP World Tour 500 1 546 590 $ – tvrdý – 48D/16Q/16Č                            | Juan Martín del Potro 3-6, 6-1, 6-2                        | John Isner                           | Tommy Haas Dmitrij Tursunov          | Kevin Anderson Grigor Dimitrov Marinko Matosevic Marcos Baghdatis   |
| 29. července | Citi Open Washington, Spojené státy ATP World Tour 500 1 546 590 $ – tvrdý – 48D/16Q/16Č                            | Julien Benneteau Nenad Zimonjić 7-6(7-5), 7-5              | Mardy Fish Radek Štěpánek            | Tommy Haas Dmitrij Tursunov          | Kevin Anderson Grigor Dimitrov Marinko Matosevic Marcos Baghdatis   |
| 29. července | bet-at-home Cup Kitzbühel, Rakousko ATP World Tour 250 467 800 € – antuka – 28D/26Q/16Č                             | Marcel Granollers 0–6, 7–6(7–3), 6–4                       | Juan Mónaco                          | Robin Haase Albert Montañés          | Leonardo Mayer Fernando Verdasco Dominic Thiem Daniel Gimeno Traver |
| 29. července | bet-at-home Cup Kitzbühel, Rakousko ATP World Tour 250 467 800 € – antuka – 28D/26Q/16Č                             | Martin Emmrich Christopher Kas 6–4, 6–3                    | František Čermák Lukáš Dlouhý        | Robin Haase Albert Montañés          | Leonardo Mayer Fernando Verdasco Dominic Thiem Daniel Gimeno Traver |

### Srpen
| Týden od          | Turnaj | Vítězové                                   | Finalisté                           | Semifinalisté                       | Čtvrtfinalisté                                                     |
| ----------------- | --- | ------------------------------------------ | ----------------------------------- | ----------------------------------- | ------------------------------------------------------------------ |
| 5. srpna          | Rogers Cup Toronto, Kanada ATP World Tour Masters 1000 3 496 085 $ – tvrdý – 56D/24Q/24Č                        | Rafael Nadal 6–2, 6–2                      | Milos Raonic                        | Novak Djoković Vasek Pospisil       | Richard Gasquet Marinko Matosevic Nikolaj Davyděnko Ernests Gulbis |
| 5. srpna          | Rogers Cup Toronto, Kanada ATP World Tour Masters 1000 3 496 085 $ – tvrdý – 56D/24Q/24Č                        | Alexander Peya Bruno Soares 6–4, 7–6(7–4)  | Colin Fleming Andy Murray           | Novak Djoković Vasek Pospisil       | Richard Gasquet Marinko Matosevic Nikolaj Davyděnko Ernests Gulbis |
| 12. srpna         | Western & Southern Open Cincinnati, Spojené státy ATP World Tour Masters 1000 3 729 155 $ – tvrdý – 56D/28Q/24Č | Rafael Nadal 7–6(10–8), 7–6(7–3)           | John Isner                          | Juan Martín del Potro Tomáš Berdych | Novak Djoković Dmitrij Tursunov Roger Federer Andy Murray          |
| 12. srpna         | Western & Southern Open Cincinnati, Spojené státy ATP World Tour Masters 1000 3 729 155 $ – tvrdý – 56D/28Q/24Č | Bob Bryan Mike Bryan 6–4, 4–6, [10–4]      | Marcel Granollers Marc López        | Juan Martín del Potro Tomáš Berdych | Novak Djoković Dmitrij Tursunov Roger Federer Andy Murray          |
| 19. srpna         | Winston-Salem Open Winston-Salem, Spojené státy ATP World Tour 250 658 450 $ – tvrdý – 48D/32Q/16Č              | Jürgen Melzer 6–3, 2–1skreč                | Gaël Monfils                        | Sam Querrey Alexandr Dolgopolov     | Ričardas Berankis Dmitrij Tursunov Fernando Verdasco Lu Jan-sun    |
| 19. srpna         | Winston-Salem Open Winston-Salem, Spojené státy ATP World Tour 250 658 450 $ – tvrdý – 48D/32Q/16Č              | Daniel Nestor Leander Paes 7–6(12–10), 7–5 | Treat Conrad Huey Dominic Inglot    | Sam Querrey Alexandr Dolgopolov     | Ričardas Berankis Dmitrij Tursunov Fernando Verdasco Lu Jan-sun    |
| 26. srpna 2. září | US Open New York, Spojené státy Grand Slam tvrdý – 128D/128Q/64Č/32X                                            | Rafael Nadal 6–2, 3–6, 6–4, 6–1            | Novak Djoković                      | Stanislas Wawrinka Richard Gasquet  | Michail Južnyj Andy Murray David Ferrer Tommy Robredo              |
| 26. srpna 2. září | US Open New York, Spojené státy Grand Slam tvrdý – 128D/128Q/64Č/32X                                            | Leander Paes Radek Štěpánek 6–1, 6–3       | Alexander Peya Bruno Soares         | Stanislas Wawrinka Richard Gasquet  | Michail Južnyj Andy Murray David Ferrer Tommy Robredo              |
| 26. srpna 2. září | US Open New York, Spojené státy Grand Slam tvrdý – 128D/128Q/64Č/32X                                            | Andrea Hlaváčková Max Mirnyj 7–6(7–5), 6–3 | Abigail Spearsová Santiago González | Stanislas Wawrinka Richard Gasquet  | Michail Južnyj Andy Murray David Ferrer Tommy Robredo              |

### Září
| Týden od | Turnaj                                                                                               | Vítězové                                           | Finalisté                        | Semifinalisté                    | Čtvrtfinalisté                                                   |
| -------- | --- | -------------------------------------------------- | -------------------------------- | -------------------------------- | ---------------------------------------------------------------- |
| 9. září  | Davis Cup, semifinále Bělehrad, Srbsko – antuka (h) Praha, Česko – tvrdý (h)                         | vítězové Srbsko 3–2 Česko 3–2                      | poražení Kanada Argentina        |                                  |                                                                  |
| 16. září | Moselle Open Mety, Francie ATP World Tour 250 467 800 € – tvrdý (h) – 28D/32Q/16Č                    | Gilles Simon 6–4, 6–3                              | Jo-Wilfried Tsonga               | Florian Mayer Nicolas Mahut      | Tobias Kamke Carlos Berlocq Benjamin Becker Sam Querrey          |
| 16. září | Moselle Open Mety, Francie ATP World Tour 250 467 800 € – tvrdý (h) – 28D/32Q/16Č                    | Johan Brunström Raven Klaasen 6–4, 7–6(7–5)        | Nicolas Mahut Jo-Wilfried Tsonga | Florian Mayer Nicolas Mahut      | Tobias Kamke Carlos Berlocq Benjamin Becker Sam Querrey          |
| 16. září | St. Petersburg Open Petrohrad, Rusko ATP World Tour 250 519 775 $ – tvrdý (h) – 32D/32Q/16Č          | Ernests Gulbis 3–6, 6–4, 6–0                       | Guillermo García-López           | Michał Przysiężny João Sousa     | Lukáš Rosol Roberto Bautista Agut Dmitrij Tursunov Denis Istomin |
| 16. září | St. Petersburg Open Petrohrad, Rusko ATP World Tour 250 519 775 $ – tvrdý (h) – 32D/32Q/16Č          | David Marrero Fernando Verdasco 7–6(8–6), 6–3      | Dominic Inglot Denis Istomin     | Michał Przysiężny João Sousa     | Lukáš Rosol Roberto Bautista Agut Dmitrij Tursunov Denis Istomin |
| 24. září | PTT Thailand Open Bangkok, Thajsko ATP World Tour 250 631 530 $ – tvrdý (h) – 28D/32Q/16Č            | Milos Raonic 7–6(7–4), 6–3                         | Tomáš Berdych                    | Gilles Simon Richard Gasquet     | Lu Jan-sun Igor Sijsling Feliciano López Michail Južnyj          |
| 24. září | PTT Thailand Open Bangkok, Thajsko ATP World Tour 250 631 530 $ – tvrdý (h) – 28D/32Q/16Č            | Jamie Murray John Peers 6–3, 3–6, [10–6]           | Tomasz Bednarek Johan Brunström  | Gilles Simon Richard Gasquet     | Lu Jan-sun Igor Sijsling Feliciano López Michail Južnyj          |
| 24. září | Malaysian Open Kuala Lumpur, Malajsie ATP World Tour 250 984 300 $ – tvrdý (h) – 28D/16Q/16Č         | João Sousa 2–6, 7–5, 6–4                           | Julien Benneteau                 | Jürgen Melzer Stanislas Wawrinka | David Ferrer Federico Delbonis Adrian Mannarino Dmitrij Tursunov |
| 24. září | Malaysian Open Kuala Lumpur, Malajsie ATP World Tour 250 984 300 $ – tvrdý (h) – 28D/16Q/16Č         | Eric Butorac Raven Klaasen 6–2, 6–4                | Pablo Cuevas Horacio Zeballos    | Jürgen Melzer Stanislas Wawrinka | David Ferrer Federico Delbonis Adrian Mannarino Dmitrij Tursunov |
| 30. září | China Open Peking, ČLR ATP World Tour 500 3 566 050 $ – tvrdý – 32D/32Q/16Č                          | Novak Djoković 6–3, 6–4                            | Rafael Nadal                     | Richard Gasquet Tomáš Berdych    | Sam Querrey David Ferrer John Isner Fabio Fognini                |
| 30. září | China Open Peking, ČLR ATP World Tour 500 3 566 050 $ – tvrdý – 32D/32Q/16Č                          | Max Mirnyj Horia Tecău 6–4, 6–2                    | Fabio Fognini Andreas Seppi      | Richard Gasquet Tomáš Berdych    | Sam Querrey David Ferrer John Isner Fabio Fognini                |
| 30. září | Japan Open Tennis Championships Tokio, Japonsko ATP World Tour 500 1 437 800 $ – tvrdý – 32D/32Q/16Č | Juan Martín del Potro 7–6(7–5), 7–5                | Milos Raonic                     | Nicolás Almagro Ivan Dodig       | Alexandr Dolgopolov Kei Nišikori Lukáš Lacko Jarkko Nieminen     |
| 30. září | Japan Open Tennis Championships Tokio, Japonsko ATP World Tour 500 1 437 800 $ – tvrdý – 32D/32Q/16Č | Rohan Bopanna Édouard Roger-Vasselin 7–6(7–5), 6–4 | Jamie Murray John Peers          | Nicolás Almagro Ivan Dodig       | Alexandr Dolgopolov Kei Nišikori Lukáš Lacko Jarkko Nieminen     |

### Říjen
| Týden od  | Turnaj                                                                                               | Vítězové                                                | Finalisté                       | Semifinalisté                         | Čtvrtfinalisté                                                            |
| --------- | --- | ------------------------------------------------------- | ------------------------------- | ------------------------------------- | ------------------------------------------------------------------------- |
| 7. října  | Shanghai Masters Šanghaj, ČLR ATP World Tour Masters 1000 6 211 445 $ – tvrdý (h) – 56D/28Q/24Č      | Novak Djoković 6–1, 3–6, 7–6(7–3)                       | Juan Martín del Potro           | Jo-Wilfried Tsonga Rafael Nadal       | Gaël Monfils Florian Mayer Nicolás Almagro Stanislas Wawrinka             |
| 7. října  | Shanghai Masters Šanghaj, ČLR ATP World Tour Masters 1000 6 211 445 $ – tvrdý (h) – 56D/28Q/24Č      | Ivan Dodig Marcelo Melo 7–6(7–2), 6–7(6–8), [10–2]      | David Marrero Fernando Verdasco | Jo-Wilfried Tsonga Rafael Nadal       | Gaël Monfils Florian Mayer Nicolás Almagro Stanislas Wawrinka             |
| 14. října | Kremlin Cup Moskva, Rusko ATP World Tour 250 823 550 $ – tvrdý (h) – 28D/32Q/16Č                     | Richard Gasquet 4–6, 6–4, 6–4                           | Michail Kukuškin                | Ivo Karlović Andreas Seppi            | Teimuraz Gabašvili Karen Chachanov Andrej Golubjev Édouard Roger-Vasselin |
| 14. října | Kremlin Cup Moskva, Rusko ATP World Tour 250 823 550 $ – tvrdý (h) – 28D/32Q/16Č                     | Michail Elgin Denis Istomin 6–2, 1–6, [14–12]           | Ken Skupski Neal Skupski        | Ivo Karlović Andreas Seppi            | Teimuraz Gabašvili Karen Chachanov Andrej Golubjev Édouard Roger-Vasselin |
| 14. října | Stockholm Open Stockholm, Švédsko ATP World Tour 250 600 565 € – tvrdý (h) – 28D/32Q/16Č             | Grigor Dimitrov 2–6, 6–3, 6–4                           | David Ferrer                    | Ernests Gulbis Benoît Paire           | Fernando Verdasco Jerzy Janowicz Kenny de Schepper Milos Raonic           |
| 14. října | Stockholm Open Stockholm, Švédsko ATP World Tour 250 600 565 € – tvrdý (h) – 28D/32Q/16Č             | Ajsám Kúreší Jean-Julien Rojer 6–2, 6–2                 | Jonas Björkman Robert Lindstedt | Ernests Gulbis Benoît Paire           | Fernando Verdasco Jerzy Janowicz Kenny de Schepper Milos Raonic           |
| 14. října | Erste Bank Open Vídeň, Rakousko ATP World Tour 250 571 775 € – tvrdý (h) – 28D/32Q/16Č               | Tommy Haas 6–3, 4–6, 6–4                                | Robin Haase                     | Jo-Wilfried Tsonga Lukáš Rosol        | Dominic Thiem Fabio Fognini Ruben Bemelmans Radek Štěpánek                |
| 14. října | Erste Bank Open Vídeň, Rakousko ATP World Tour 250 571 775 € – tvrdý (h) – 28D/32Q/16Č               | Florin Mergea Lukáš Rosol 7–5, 6–4                      | Julian Knowle Daniel Nestor     | Jo-Wilfried Tsonga Lukáš Rosol        | Dominic Thiem Fabio Fognini Ruben Bemelmans Radek Štěpánek                |
| 21. října | Valencia Open 500 Valencie, Španělsko ATP World Tour 500 2 171 095 € – tvrdý (h) – 32D/32Q/16Č       | Michail Južnyj 6–3, 7–5                                 | David Ferrer                    | Nicolás Almagro Dmitrij Tursunov      | Jerzy Janowicz Fabio Fognini Jérémy Chardy Jarkko Nieminen                |
| 21. října | Valencia Open 500 Valencie, Španělsko ATP World Tour 500 2 171 095 € – tvrdý (h) – 32D/32Q/16Č       | Alexander Peya Bruno Soares 7–6(7–3), 6–7(1–7), [13–11] | Bob Bryan Mike Bryan            | Nicolás Almagro Dmitrij Tursunov      | Jerzy Janowicz Fabio Fognini Jérémy Chardy Jarkko Nieminen                |
| 21. října | Swiss Indoors Basilej, Švýcarsko ATP World Tour 500 1 988 835 € – tvrdý (h) –32 D/32Q/16Č            | Juan Martín del Potro 7-6(7-3), 2-6, 6-4                | Roger Federer                   | Édouard Roger-Vasselin Vasek Pospisil | Paul-Henri Mathieu Daniel Brands Grigor Dimitrov Ivan Dodig               |
| 21. října | Swiss Indoors Basilej, Švýcarsko ATP World Tour 500 1 988 835 € – tvrdý (h) –32 D/32Q/16Č            | Treat Conrad Huey Dominic Inglot 6–3, 3–6, [10–4]       | Julian Knowle Oliver Marach     | Édouard Roger-Vasselin Vasek Pospisil | Paul-Henri Mathieu Daniel Brands Grigor Dimitrov Ivan Dodig               |
| 28. října | BNP Paribas Masters Paříž, Francie ATP World Tour Masters 1000 3 204 745 € – tvrdý (h) – 48D/24Q/24Č | Novak Djoković 7–5, 7–5                                 | David Ferrer                    | Rafael Nadal Roger Federer            | Richard Gasquet Tomáš Berdych Juan Martín del Potro Stanislas Wawrinka    |
| 28. října | BNP Paribas Masters Paříž, Francie ATP World Tour Masters 1000 3 204 745 € – tvrdý (h) – 48D/24Q/24Č | Bob Bryan Mike Bryan 6–3, 6–3                           | Alexander Peya Bruno Soares     | Rafael Nadal Roger Federer            | Richard Gasquet Tomáš Berdych Juan Martín del Potro Stanislas Wawrinka    |

### Listopad
| Týden od      | Turnaj | Vítězové                                              | Finalisté            | Semifinalisté                    | Poražení v zákl. skupině                                         |
| ------------- | --- | ----------------------------------------------------- | -------------------- | -------------------------------- | ---------------------------------------------------------------- |
| 4. listopadu  | Barclays ATP World Tour Finals Londýn, Spojené království ATP World Tour Finals 6 000 000 $ – tvrdý (h) – 8D/8Č | Novak Djoković 6–3, 6–4                               | Rafael Nadal         | Roger Federer Stanislas Wawrinka | David Ferrer Tomáš Berdych Richard Gasquet Juan Martín del Potro |
| 4. listopadu  | Barclays ATP World Tour Finals Londýn, Spojené království ATP World Tour Finals 6 000 000 $ – tvrdý (h) – 8D/8Č | David Marrero Fernando Verdasco 7–5, 6–7(3–7), [10–7] | Bob Bryan Mike Bryan | Roger Federer Stanislas Wawrinka | David Ferrer Tomáš Berdych Richard Gasquet Juan Martín del Potro |
| 11. listopadu | Davis Cup, finále Bělehrad, Srbsko – tvrdý (h)                                                                  | Česko 3–2                                             | Srbsko               |                                  |                                                                  |

## Ukončení kariéry
Seznam uvádí tenisty (vítěze turnaje ATP, a/nebo ty, kteří byli klasifikováni alespoň jeden týden v Top 100 dvouhry a/nebo Top 50 čtyřhry žebříčku ATP), kteří ohlásili ukončení profesionální kariéry, neodehráli za více než 52 uplynulých týdnů žádný turnaj, nebo jim byl uložen stálý zákaz hraní, a to v sezóně 2013:
- Mahesh Bhupathi (* 7. června 1974 Čennaí, Indie) se stal profesionálem v roce 1995. Na žebříčku ATP figuroval nejvýše ve dvouhře na 217. místě během roku 1998 a v dubnu 1999 se stal světovou jedničkou ve čtyřhře, když na čele setrval čtyři týdny. Jeho dlouhodobými spoluhráči byli Leander Paes, Mark Knowles, Rohan Bopanna, Daniel Nestor a Max Mirnyj. Odejít z okruhu se rozhodl po skončení sezóny ATP World Tour 2013.[1]
- Ricardo Mello (* 21. prosince 1980 Campinas, Brazílie) se stal profesionálem v roce 1999. Na žebříčku ATP figuroval nejvýše ve dvouhře na 50. místě během roku 2005 a ve čtyřhře pak na 118. příčce ve stejnou sezónu. Ukončit kariéru se rozhodl po turnaji Brasil Open 2013, kde jej v úvodním kole vyřadil Martín Alund.[2]
- Iván Navarro (* 19. října 1981 Alicante, Španělsko) se stal profesionálem v roce 2001. Na žebříčku ATP figuroval nejvýše ve dvouhře na 67. místě během roku 2009 a ve čtyřhře na 127. příčce v březnu 1999. Později vypadl z první dvoustovky. Jeho největšími zbraněmi byly podání a volej. Ukončit kariéru se rozhodl po turnaji Open Prévadiès Saint–Brieuc 2013, kde jej v úvodním kole porazil Dominik Meffert.
- Dick Norman (* 1. března 1971 Waregem, Belgie) se stal profesionálem v roce 1991. Na žebříčku ATP figuroval nejvýše ve dvouhře na 85. místě během roku 2006 a ve čtyřhře na 10. příčce v dubnu 2010. Nejlepším výsledkem se stalo finále mužské čtyřhry na French Open 2009, kde spolu s Wesleym Moodiem podlehli páru Lukáš Dlouhý a Leander Paes. Ukončit kariéru se rozhodl ve věku 42 let po turnaji Topshelf Open 2013, kde prohrál po boku krajana Davida Goffina první kolo čtyřhry.[3]